# My Bonnie Lies over the Ocean
«My Bonnie Lies over the Ocean» («Мой милый находится за океаном») — народная шотландская песня, популярная в западной культуре. Песня нередко приводится в русскоязычных учебниках английского языка и английской литературы.

## История
Происхождение песни доподлинно неизвестно, однако расхожей гипотезой является то, что песня, возможно, посвящена Карлу Эдуарду Стюарту (часто упоминавшемуся как Красавчик принц Чарли, англ. Bonnie Prince Charlie). После поражения в битве при Каллодене в 1746 году Карл Эдуард Стюарт скрывался на острове Скай, а затем и на континенте. Его привенженцы-якобиты могли вполне легально исполнять данную песню в его честь, учитывая, что английское прилагательное bonnie (красивый, хороший, милый) может относиться как к мужчине, так и к женщине (в последнем случае данная песня звучала как обычное любовное произведение).
В 1881 году (по другим данным — в 1882 году) американский музыкант и композитор Чарльз Пратт опубликовал текст и музыку данной песни под названием «Bring Back My Bonnie to Me» (при этом он сам скрылся за двойным псевдонимом: авторство музыки было обозначено как H. J. Fulmer, а авторство текста — как J. T. Wood).

## Текст песни
My Bonnie lies over the ocean

My Bonnie lies over the sea

My Bonnie lies over the ocean

Oh, bring back my Bonnie to me

Припев:

Bring back, bring back

Bring back my Bonnie to me, to me

Bring back, bring back

Bring back my Bonnie to me

Last night as I lay on my pillow

Last night as I lay on my bed

Last night as I lay on my pillow

I dreamt that my Bonnie was dead

Припев

Oh blow the winds o’er the ocean

And blow the winds o’er the sea

Oh blow the winds o’er the ocean

And bring back my Bonnie to me

Припев

The winds have blown over the ocean

The winds have blown over the sea

The winds have blown over the ocean

And brought back my Bonnie to me

Припев

## Характеристика песни
Наиболее часто песня исполняется в умеренном темпе; её характеризует трёхдольный (вальсовый) размер. Довольно нетипичным для народных песен является начало с большой сексты.

## Варианты и пародии
Песня часто исполняется детям и стала распространённой «костровой» песней в среде многочисленных организаций, схожих со скаутскими. Исполнение подобных версий нередко сопровождается определёнными игровыми движениями (например, необходимо вставать или присаживаться при каждом слове, начинающемся на букву «b»).
Текст песни стал основой для многочисленных пародий на самые разные темы.

## Песня в популярной культуре
- Американская компания Fleischer Studios выпустила мультфильм, озвучивающий данную песню, в качестве одного из мультфильмов из целой серии Song Car-Tunes[англ.]. Данный мультфильм вышел 15 сентября 1925 года[10].
- В диснеевской короткометражке «The Karnival Kid» Микки Маус напевает слова «Hot Dog!» на мотив данной песни.
- В мультфильме «The Beach Nut» (выпущенном 16 октября 1944) Вуди Вудпекер напевает эту песню во время сёрфинга, хотя и несколько фальшиво.
- В фильме 1945 года «Шаловливые девяностые»[англ.] с участием Эбботта и Костелло имеется сценка, в которой Костелло прослушивается на роль Капитана Сэма, исполняя «My Bonnie Lies over the Ocean». Эббот позади него даёт указания работникам сцены по размещению задника («Левее!», «Ниже!», «Выше!» и т. д.). Костелло ошибочно полагает, что эти указания относятся к нему, и послушно их выполняет (перемещается левее, поёт выше, ниже и т. п.).
- Название мультфильма «My Bunny Lies Over The Sea» (с Багзом Банни в качестве главного героя, 1948 год) основано на названии данной песни[11].
- Песня играет важную роль в эпизоде «The Quiz Show» (12 ноября 1951) американского сериала «Я люблю Люси».
- Инструментальная рок-н-ролльная версия данной песни в исполнении Дуэйна Эдди (под заголовком «Bonnie Came Back») в 1960 году вошла в чарты US Top 30 и UK Top 15.
- Версия данной песни, озаглавленная просто «My Bonnie», была записана в 1961 году Тони Шериданом с музыкальным сопровождением группы The Beat Brothers (участники которой позднее прославились как «Битлз»)[12].
- Песня исполняется главным героем советского фильма «Джек Восьмёркин — „американец“».
- В одной из серий телесериала «Доктор Хаус» пациент исполняет первый куплет этой песни в рамках диагностического теста.
- 20 декабря 2011 года американская студия цифровых развлечений JibJab[англ.] выпустила юмористическое видео о наиболее ярких событиях уходящего 2011 года, текст которого исполняется в форме песни на мотив «My Bonnie Lies over the Ocean»[13].